# 16583 Oersted
16583 Oersted è un asteroide della fascia principale. Scoperto nel 1992, presenta un'orbita caratterizzata da un semiasse maggiore pari a 3,2342651 UA e da un'eccentricità di 0,0494873, inclinata di 22,61922° rispetto all'eclittica.